# اورشویا توت
اورشویا توت (مجاری: Orsolya Tóth؛ زادهٔ ۲۰ نوامبر ۱۹۸۱) بازیگر اهل مجارستان است.
از فیلم‌ها یا برنامه‌های تلویزیونی که وی در آن نقش داشته‌است، می‌توان به زنان بدون مردان و خدای سفید اشاره کرد.